# Exoprosopa bangalorensis
Exoprosopa bangalorensis är en tvåvingeart som beskrevs av Zaitzev 1987. Exoprosopa bangalorensis ingår i släktet Exoprosopa och familjen svävflugor. Inga underarter finns listade i Catalogue of Life.